# کلم رومی
کلم بروکلی رومی (همچنین با نام‌های بروکلی رومانسکو، گل کلم رمانسک، رومانسکو یا کلم بروکلی نیز شناخته می‌شود) یک جوانه گل خوراکی از گونه brassica oleracea است که شامل کلم بروکلی و گل کلم معمولی نیز می‌شود. رنگ آن زیتونی روشن است  و شکلی دارد که به طور طبیعی به یک فراکتال نزدیک می شود. کلم بروکلی رومانسکو طعم مغزی و بافت سفت تری نسبت به کلم بروکلی معمولی هنگام پخت دارد.